# Kattegat
Das Kattegat (dänisch Kattegat [ˈkadəgad], schwedisch Kattegatt) ist ein 20.000 km² bis 35.000 km² großes und durchschnittlich rund 80 Meter tiefes Meeresgebiet zwischen Jütland (Dänemark) und der schwedischen Westküste. Bei Skagen grenzt es an das Skagerrak.
Die Internationale Hydrographische Organisation definiert die Nordgrenze von „Kattegat, Belte und Sund“ wie folgt:

„Im Norden. Eine Linie, die Skagen (Nordkap von Dänemark) und Paternosterskären (57° 54' N, 11° 27' O) und weiter Nordostwärts durch die Schären zur Insel Tjörn.“

Sie grenzt das Kattegat allerdings nicht von Belten und Sund ab. Den Store Danske  definiert diese Grenze wie folgt:

„Im Südwesten trennt die Linie zwischen der Spitze der Ebeltoft-Halbinsel und Gniben am Sjællands Odde das Seegebiet vom Samsø Bælt, und im Südosten teilt die Linie zwischen Gilbjerg Hoved und Kullen das Kattegat vom Öresund.“

Art. 4 lit. b der Verordnung (EU) 2020/123 setzt hingegen die Nordgrenze des gleichnamigen (Fischerei-)Fanggebiets durch eine Linie vom Leuchtturm von Skagen zum Leuchtturm von Tistlarna und von dort zum nächsten Punkt an der schwedischen Küste fest.
Das Kattegat wird entweder als ein Arm der Ostsee, ein Arm der Nordsee oder, nach traditioneller skandinavischer Auffassung, als keines der beiden gesehen.

## Geografie
Die Verbindung zur offenen Nordsee erfolgt über das Skagerrak und seit der Februarflut 1825 über den Limfjord. Allerdings ist die letztgenannte Verbindung nur mit kleinen Schiffen befahrbar. Hochseeschiffe erreichen das Kattegat durch Umschiffung der Nordspitze Jütlands, Skagen. Die Ostsee ist durch den Öresund, den Großen Belt und den Kleinen Belt (zusammen als Seegebiet „Belte und Sund“ bezeichnet) mit dem Kattegat verbunden.

### Flussmündungen
Mehrere größere Flüsse münden in das Kattegat:
- die Gudenå in Dänemark,
- der Göta älv bei Göteborg in Schweden,
- sowie Lagan, Nissan, Ätran und Viskan aus dem schwedischen Halland.

### Inseln
Zu den Inseln im Kattegat gehören (Auswahl, nach Region):
| Nördlicher Göteborger Schärengarten                                                                                | Südlicher Göteborger Schärengarten                                                                               | Halland und Schonen                      | Äußeres Kattegat                                                                                        | Inneres Kattegat |
| --- | --- | ---------------------------------------- | --- | --- |
| - Björkö - Fotö - Grötö - Halleskär - Hyppeln - Hälsö - Hönö - Kalvsund - Källö-Knippla - Öckerö - Rörö - Vipeskär | - Asperö - Böttö - Brännö - Danaholmen - Donsö - Galterö - Gäveskär - Kårholmen - Rivö - Styrsö - Vinga - Vrångö | - Vendelsö - Lyngaskär - Hallands Väderö | - Hirsholmene mit Deget und Hjellen - Læsø mit Hornfiskrøn und Nordre Rønner - Anholt - Hesselø - Hjelm | - Samsø mit Kyholm und Lindholm - Vejrø mit Bosserne (Bosser Flak) - Sejerø - Nekselø - Tunø mit Tunø Knøb - Svanegrunden - Hov Røn - Endelave - Æbelø mit Ejlinge - Brådet - Dræet - Æbeløholm - Mågeøerne ved Bogense |

Læsø und Anholt bilden den dänischen Wüstengürtel, so genannt aufgrund des trockenen Sommerklimas, das Teiche bis auf den Grund austrocknen lässt.

### Untiefen
Im Kattegat gibt es mehrere Untiefen:
- zu Dänemark (in der Umgebung der Insel Hesselø):[3] Lysegrund,[4] Lille Lysegrund, Schultz Grund oder Schult's Grund,[5] Briseis Flak und Hastens Grund[6]
- zu Schweden: Fladen grund,[7] Lilla Middelgrund,[8] Stora Middelgrund,[9] und Herthas Flak

## Ökologie
Ökologisch ist das Kattegat ein Übergangsgebiet zwischen der salzärmeren Ostsee und dem atlantisch geprägten Skagerrak. Südlich von Læsø überwiegen flachere Gebiete bis maximal 60 Meter Wassertiefe; im Norden fällt die Norwegische Rinne steil bis auf über 600 Meter ab. Der Fischreichtum ist groß, es kommen auch Europäische Hummer sowie der Norwegische Hummer oder Jungfrauen-Hummer (Nephrops norvegicus) vor. Mit der artenreichen Lebenswelt des Kattegats beschäftigen sich auch lokale Museen und Aquarien, so z. B. das Kattegat-Center in Grenaa.

## Namensherkunft
Der Name Kattegat leitet sich aus den niederländischen Wörtern kat „Katze“ und gat „Loch“ oder „Durchgang“ ab. In der Seefahrt der Hansezeit und auch später war das Kattegat aufgrund seiner vielen Untiefen und schmalen Fahrwässer gefürchtet. So kamen die Kapitäne zu dem Spruch, das Kattegat sei so eng wie ein Katzenloch. Zahlreiche Wracks zeugen von den früheren Schwierigkeiten der Seefahrt im Kattegat.
Ein früherer Name des Gewässers war Jütlandmeer (altnordisch Jótlandshaf).

## Verkehr im Kattegat
Heute ist insbesondere das östliche Kattegat ein stark befahrenes Seegebiet, durch das ein erheblicher Teil des Verkehrs von und nach Göteborg, Kopenhagen sowie den Ostseehäfen läuft. Mehrere wichtige Fährlinien kreuzen oder durchfahren das Kattegat, so die Linien Frederikshavn–Göteborg,  Kiel–Oslo, Kiel–Göteborg.
Entlang der schwedischen Kattegatküste führt der Kattegattleden, ein touristischer Fahrradweg zwischen Helsingborg im Süden und Göteborg im Norden.

## Wirtschaft
Im Kattegat wird Offshore-Windenergie gewonnen.
Zum Beispiel verfügt der Offshore-Windpark Anholt mit 111 Windkraftanlagen des Typs Siemens SWT-3.6-120 über eine Gesamtnennleistung von 400 MW.
Er war damit zur offiziellen Inbetriebnahme am 4. September 2013 der leistungsstärkste Offshore-Windpark in Dänemark.

## Geschichte
Zu Ende des Zweiten Weltkrieges wurde am 8. Mai 1945 im Kattegat das deutsche U-Boot U 2365 aufgrund des (allerdings bereits am 4. Mai 1945 aufgehobenen) Regenbogen-Befehls selbstversenkt – und 1955 gehoben.